# Infektionsmedicin
 Der er for få eller ingen kildehenvisninger i denne artikel, hvilket er et problem. Du kan hjælpe ved at angive troværdige kilder til de påstande, som fremføres i artiklen.

Infektionsmedicin er et medicinsk speciale, der beskæftiger sig med infektionssygdomme forårsaget af bakterier, virus, svampe og parasitter. Specialet omfatter både diagnostik, behandling, forebyggelse og overvågning af smitsomme sygdomme hos voksne og børn, ofte i samarbejde med andre specialer som mikrobiologi og infektionshygiejne.

## Anvendelsesområde
Infektionsmedicin anvendes ved både akutte og kroniske infektioner. Specialet har særligt fokus på:
- Sepsis
- HIV/AIDS
- Tuberkulose
- Hepatitis
- Tropesygdomme som malaria og denguefeber
- Multiresistente bakterier, fx MRSA
- Zoonoser og smitteudbrud
- COVID-19 og andre luftvejssygdomme

Infektionsmedicinere håndterer ofte patienter med uklare febertilstande eller svære infektioner efter fx kirurgi, organtransplantation eller immunsvækkelse.

## Historie
Specialet har fået stigende betydning gennem det 20. og 21. århundrede i takt med globalisering, antibiotikaresistens og nye sygdomsudbrud. I Danmark blev infektionsmedicin anerkendt som selvstændigt speciale i 2007 af Sundhedsstyrelsen.

## Uddannelse
For at opnå autorisation som speciallæge i infektionsmedicin, skal man gennemføre:
1. Medicinstudiet på universitet
2. Klinisk basisuddannelse (KBU)
3. En 5-årig speciallægeuddannelse godkendt af Sundhedsstyrelsen[1]

## Arbejdsområder og samarbejde
Infektionsmedicinere arbejder oftest på sygehusenes infektionsmedicinske afdelinger og samarbejder tæt med:
- Klinisk mikrobiologi
- Intensivmedicin
- Lungemedicin
- Infektionshygiejne
- Tropemedicin
- Epidemiologi
- Praktiserende læger

## Samfundsmæssig betydning
Infektionsmedicin spiller en vigtig rolle i folkesundheden, især i forbindelse med:
- Vaccinationsprogrammer
- Udbrudsopsporing og -kontrol
- Antibiotikapolitik
- Rådgivning ved rejsemedicin